# Gare de Colmar-Nord
La gare de Colmar-Nord était une gare ferroviaire française située sur le territoire de la commune de Colmar, préfecture du département du Haut-Rhin, en région Grand Est.
Elle est fermée en 1945 puis détruite.

## Situation ferroviaire
La gare de Colmar-Nord était située sur la ligne de Colmar-Central à Marckolsheim, c'était la première gare desservie après la gare de Colmar-Central. Un embranchement desservait la sablière Hartmeyer.

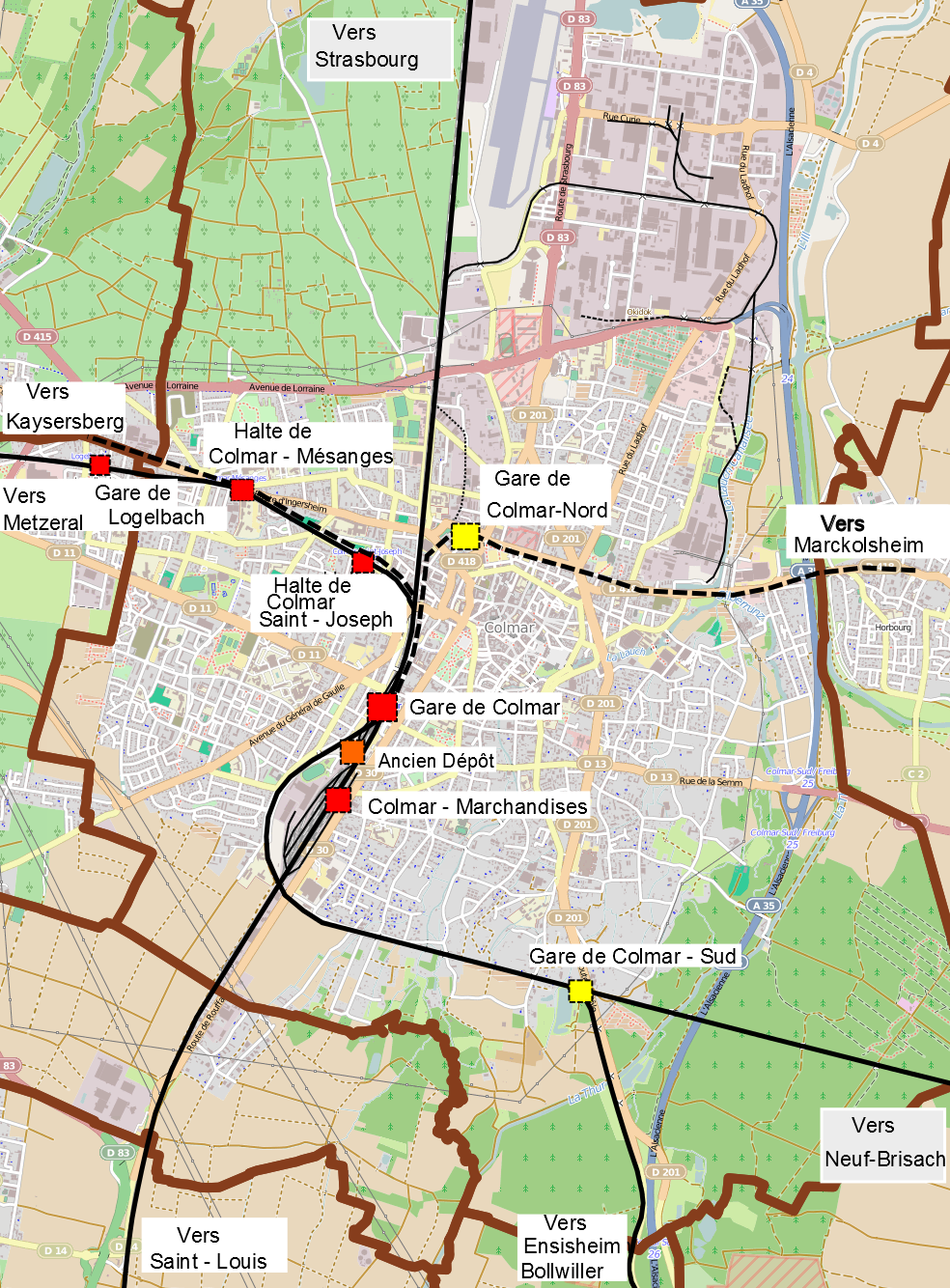
Plan du système ferroviaire de Colmar.

## Histoire
La ligne à voie métrique reliant Colmar à Marckolsheim est ouverte entre 1885 et 1890.
La gare a fermé en même temps que la ligne de Colmar-Central à Marckolsheim le 31 décembre 1945. Les voies ont été déposées et l'ancien bâtiment voyageurs, de type "EL-Standard 2 portes", a été détruit durant les années 1980. Le site a été depuis réutilisé pour la construction de logements et du parking "Manufacture".
En plus du bâtiment voyageurs, la gare comportait une remise pour quatre machines et un château d'eau.